# Памалайю

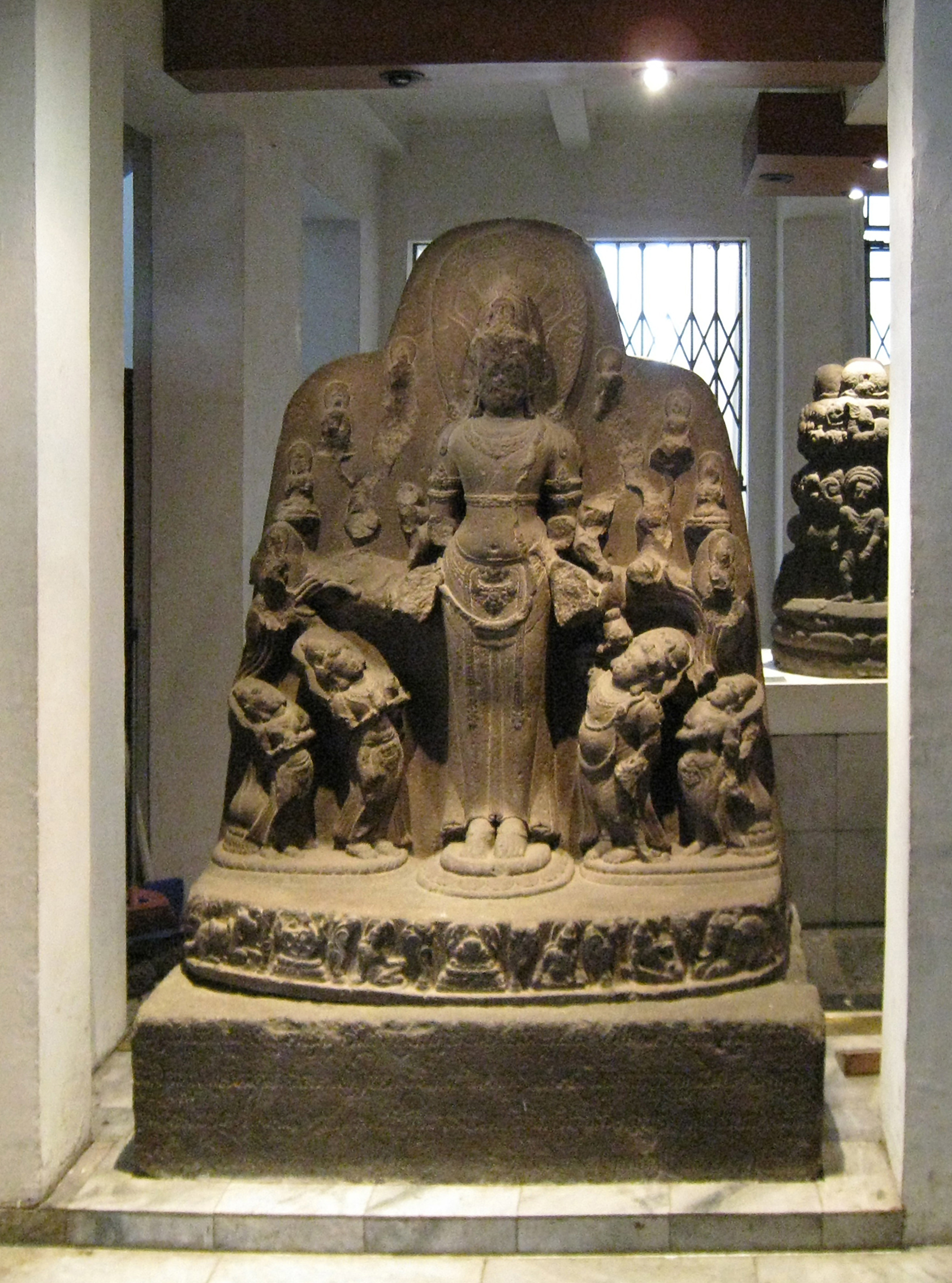
Статуя Амогхапаса поверх надписи, отправленной из Бхумиджавы (Ява) в Суварнабхуми (Суматра).

Памалайю — военная экспедиционная кампания, организованная королем Кертанегарой из Сингасари, чтобы завоевать Суматранское царство Малайю (Мелайю). Объявлена в 1275 году, хотя, возможно, была осуществлена позже.
О результатах экспедиции известно немного. Надпись Паданг Роко, датированная 1286 годом нашей эры, гласит, что религиозная статуя Амогхапаса была установлена в Дхармасрайе по приказу Кертанагара, и что все жители Малайю и особенно их царь обрадовались вручению даров.
Экспедиция, возможно, установила яванское господство над Малайю и торговлей в Малаккском проливе. Чтобы укрепить отношения между двумя королевствами, был заключен политический брак. Согласно Параратону, две малайские принцессы, Дара Петак и Дара Джингга, отправились на Яву в качестве жён Кертанегары. Однако после его убийства Джаякатвангом принцесса Дара Петак вышла замуж за преемника Кертанегары, Радена Виджая императора Маджапахит. Мужем принцессы Дара Джингга стал второй император Маджапахит, Джаянегара.